# Distretto di Lishi
Il distretto di Lishi (离石区S, Líshí QūP) è un distretto della Cina, situato nella provincia dello Shanxi e amministrato dalla prefettura di Lüliang.